# Köpenhamns vattenverk

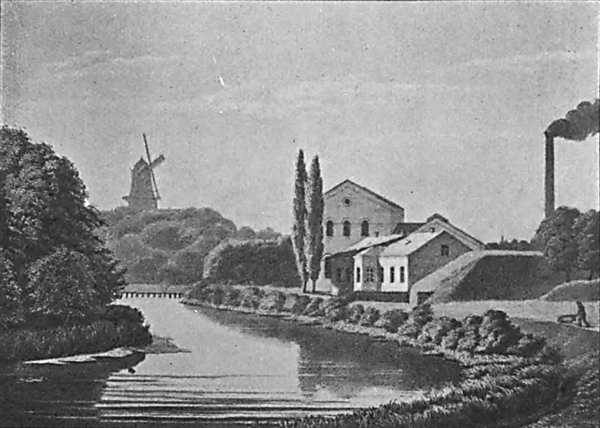
Köpenhamns vattenverk, 1800-talet

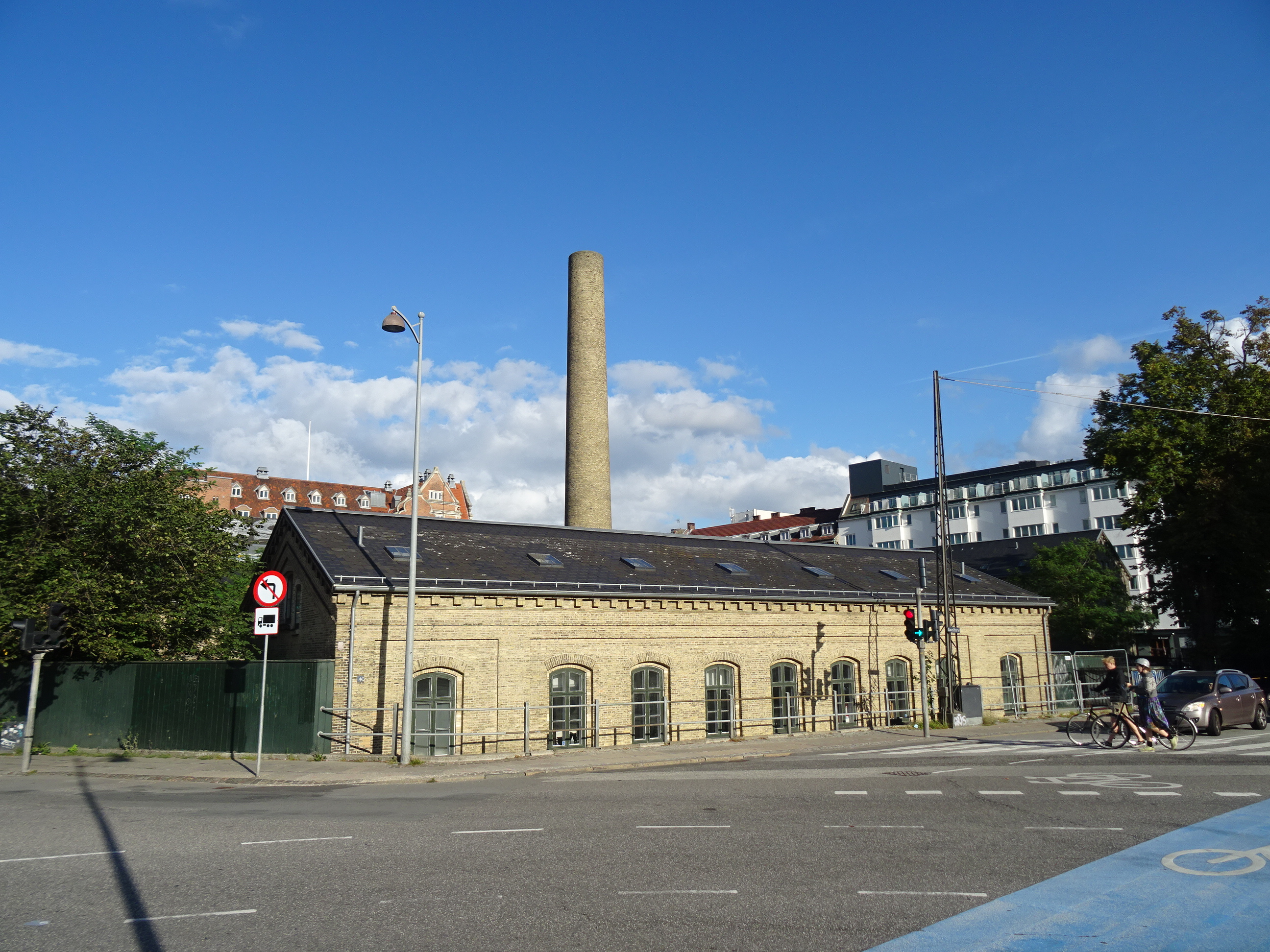
Bostadshus på Köpenhamns vattenverk

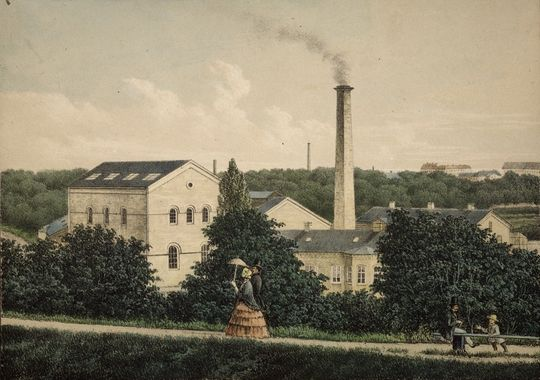
Litografi på Köpenhamns vattenverk sett från Vestervold, omkring 1859

Köpenhamns vattenverk (danska: Københavns Vandværk) uppfördes 1859 som några av de första byggnaderna utanför Köpenhamns tidigare befästningsvallar och anlades på en tidigare ravelin väster om Vestervold, vilket också gett formen för tomten. Det ligger mellan Studiestræde, Hammerichsgade, Deloitte-huset och Studenterforeningen tidigare byggnad vid H.C. Andersens Boulevard.
Köpenhamns vattenverk är Danmarks äldsta vattenverk. Det blev 2007 utnämnt till ett nationellt industriminne av Kulturarvsstyrelsen och blev byggnadsminne 2010.
År 1847 tillsattes en kommitté med uppgift att utarbeta förslag till en modern vattenförsörjning i kommunen. Koleraepidemin i Köpenhamn 1853 gjorde sedan att beslut togs om att uppföra ett nytt vattenverk. Till vattenverket hörde Cisternerne i Søndermarken, som nu används som konstmuseum. Anläggningen uppfördes av det brittiska företaget Cochrane & Co. med början 1857. Det invigdes i augusti 1859.
Byggnaderna ritades av Niels Sigfred Nebelong i rundbågestil. Anläggningen byggdes om 1875, 1886–1889 och 1951 och togs ur drift 1951. Vattenverkets maskinhus har sedan 1986 varit musikhuset Pumpehuset. Den ursprungliga första ångmaskinen, som tillverkades i Storbritannien, finns på Danmarks Tekniske Museum.
Själva vattenverksbyggnaderna ligger centralt på tomten, omgivna av bostäder, kontorshus och vaktstuga. Samtliga hus är murade i gult tegel med skiffertak. Dominerande byggnad är Maskinhuset i två våningar med sadeltak och rundbågefönster. Pannhuset är sammanbyggt med maskinhuset, men är en våning lägre. Kolhuset är ett mindre envåningshus, som ligger i rät vinkel mot pannhuset. Skorstenen från 1930 var ursprungligen 43 meter hög, men kortades av säkerhetsskäl 1972 av till 33 meters höjd. 
Övriga hus ligger runt omkring fabrikslokalerna: chefsbostad, maskinmästarbostad, vaktmästarbostad i korsvirke från 1887 av Ludvig Fenger samt tre kontorshus, varav det yngsta är byggt 1951. 